# St. Peter und Paul (Mannheim)

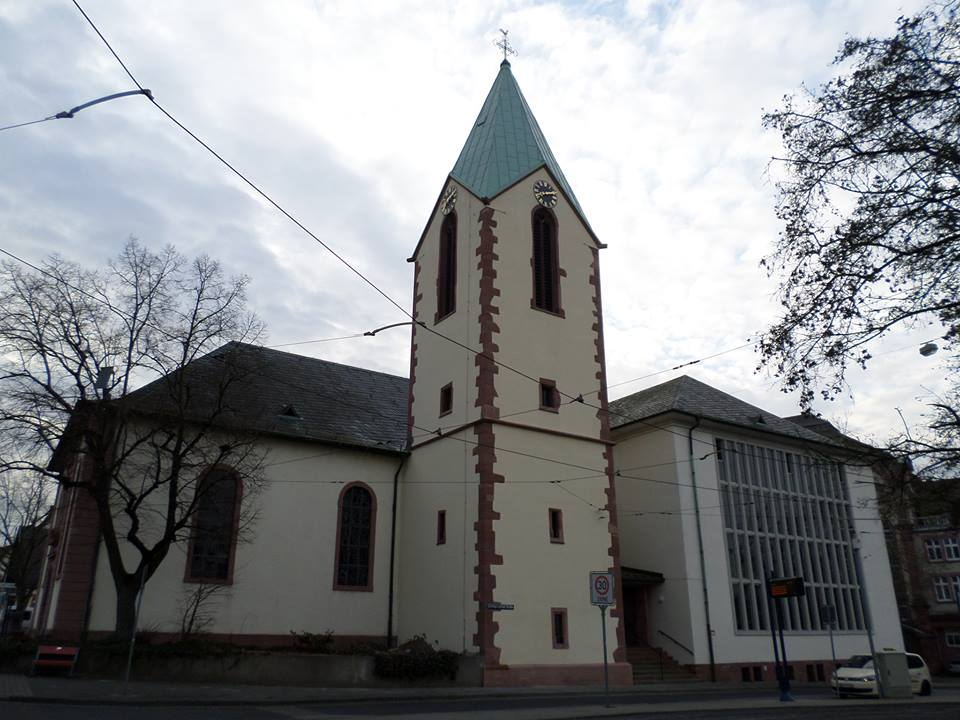
St. Peter und Paul; links das Langhaus, mittig der 2014 sanierte Turm, rechts das Querhaus

St. Peter und Paul ist eine katholische Kirche im Mannheimer Stadtteil Feudenheim. Entsprechend ihrer Entstehungsgeschichte hat die Kirche einen gotischen Turm, ein barockes Langhaus und ein sachliches Querhaus.

## Geschichte
Im 9. Jahrhundert wurde eine Basilika in Feudenheim erwähnt, die im Besitz des Klosters Weißenburg war. 1496 beschrieb das Wormser Synodale die den Aposteln Peter und Paul geweihte Pfarrkirche. Nach der Einführung der Reformation 1556 unterlag die Kirche wie die gesamte Kurpfalz vielfachen Religionswechseln, ehe sie 1707 nach der Pfälzischen Kirchenteilung den Katholiken zugesprochen wurde. Die Feudenheimer Pfarrer betreuten die Katholiken in Käfertal bis 1849 und in Wallstadt bis 1904 mit, da deren Kirchen an die Reformierten gegangen waren.

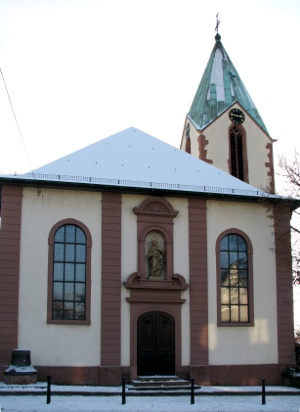
Fassade im Barockstil

Steigende Einwohnerzahlen gegen Ende des 18. Jahrhunderts führten zu dem Wunsch, die Kirche zu vergrößern. Das alte Schiff des geosteten Baus wurde abgerissen und nach den Plänen des Mainzer Oberleutnants J. Hertling bis 1786 der Turm erhöht und neben diesem ein neues Schiff in Nord-Süd-Richtung und ein neuer Chor errichtet. Weihbischof Stephan Alexander Würdtwein weihte die Kirche am 30. September 1787 ein. Zwischen 1898 und 1902 renovierte Ludwig Maier die Kirche. Die Frontfassade wurde neu gestaltet und im Innern der Altar ausgeschmückt und ein Deckengemälde angebracht. Die geplante Erhöhung des Kirchturmes erfolgte allerdings nicht.
Im Zweiten Weltkrieg wurden das Dach der Kirche und mehrere Fenster beschädigt. Nach dem Krieg nahm Feudenheim viele Ausgebombte aus der Mannheimer Innenstadt auf; es wurde ein großes Wohngebiet neu erschlossen, wodurch die Kirche erneut zu klein war. Bis 1956 wurde nach den Plänen von Hans Rolli das Langhaus verlängert, mit einem neuen Dach versehen und daran anschließend ein Querhaus erstellt. Die alte Orgel und die beiden Seitenaltäre wurden in die Spitalkirche gebracht und das alte Eingangsportal am Kirchturm zugemauert. Von 1982 bis 1983 wurde die Kirche nach Plänen von Heinz Heß renoviert und umgestaltet, Restarbeiten dauerten bis 1985. Nach einem Brand im Februar 2012 war eine Renovierung der Kirche nötig, wobei die Figurengruppe des Altars der alten Kirche wieder in den Kirchenraum integriert und links neben dem Hauptportal angebracht wurde. 
1827 wurde die Kirche dem Erzbistum Freiburg zugeordnet und 1910, nachdem sie bisher zum Kapitel bzw. Dekanat Weinheim gehörte, Teil des Stadtdekanats Mannheim. Seit 2005 bildet die Feudenheimer Gemeinde mit Christ-König-Kirche (Mannheim-Wallstadt) und St. Peter (Ilvesheim) die Seelsorgeeinheit Mannheim-Ost. Seit 2015 gehört die Pfarrei in Feudenheim gemeinsam mit den katholischen Pfarreien Ilvesheim, Wallstadt, Käfertal und Vogelstang zur Seelsorgeeinheit Maria Magdalena (abgekürzt SSEMMA).

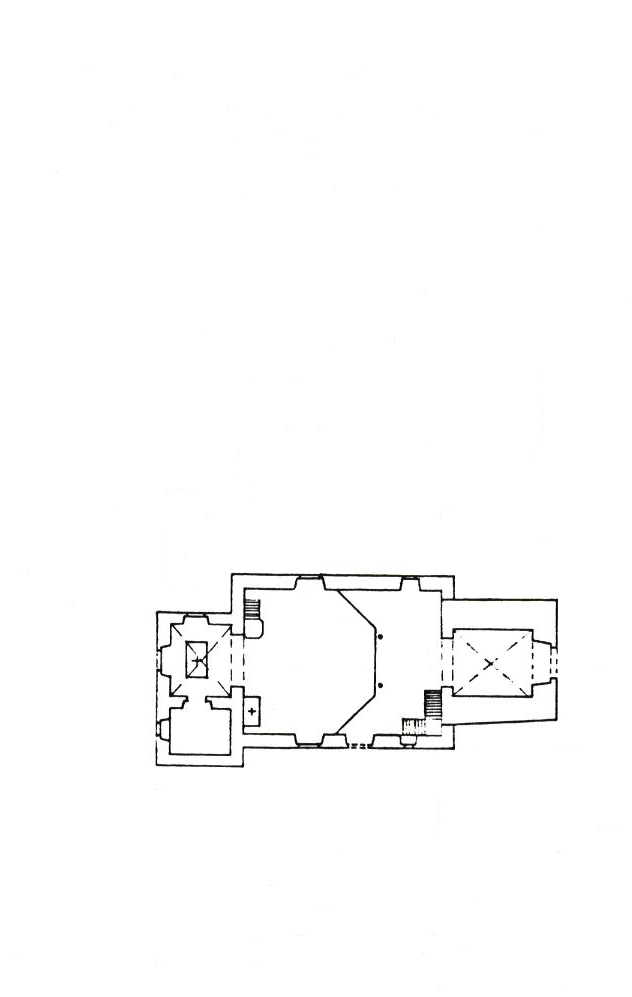
Grundriss bis 1783
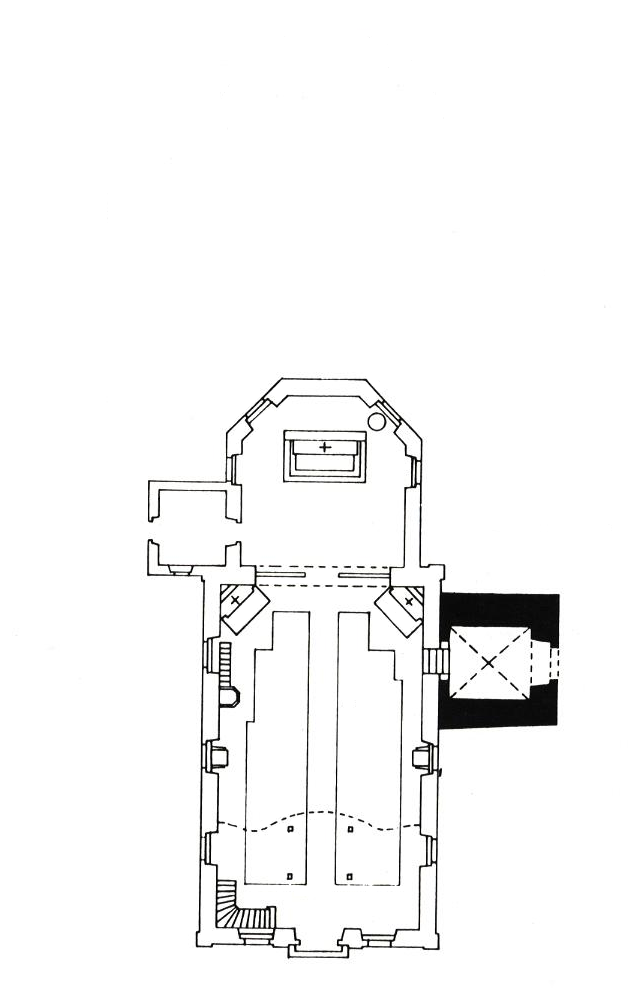
1787–1955
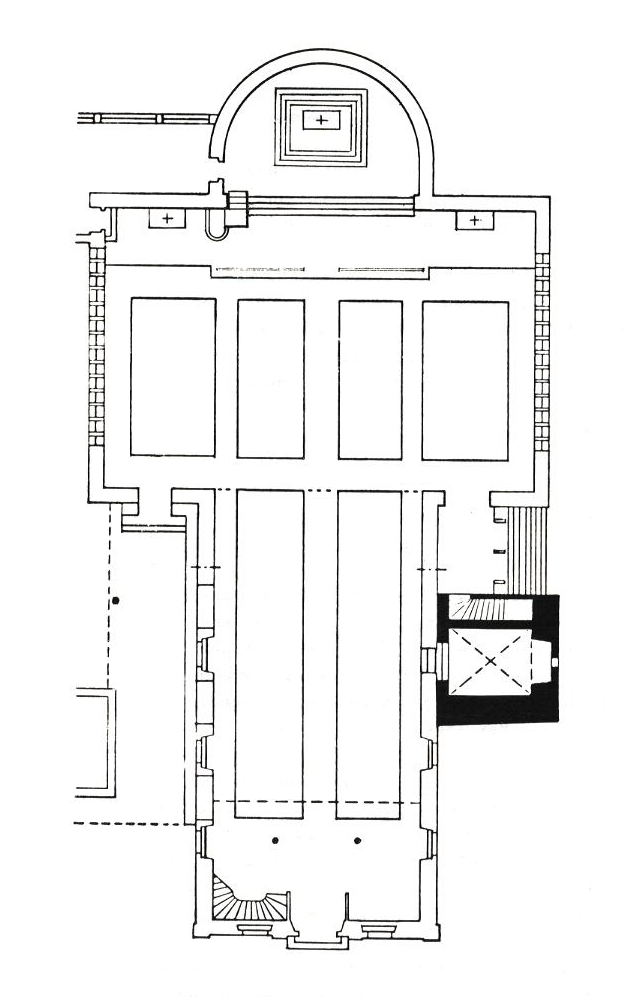
1956–1982
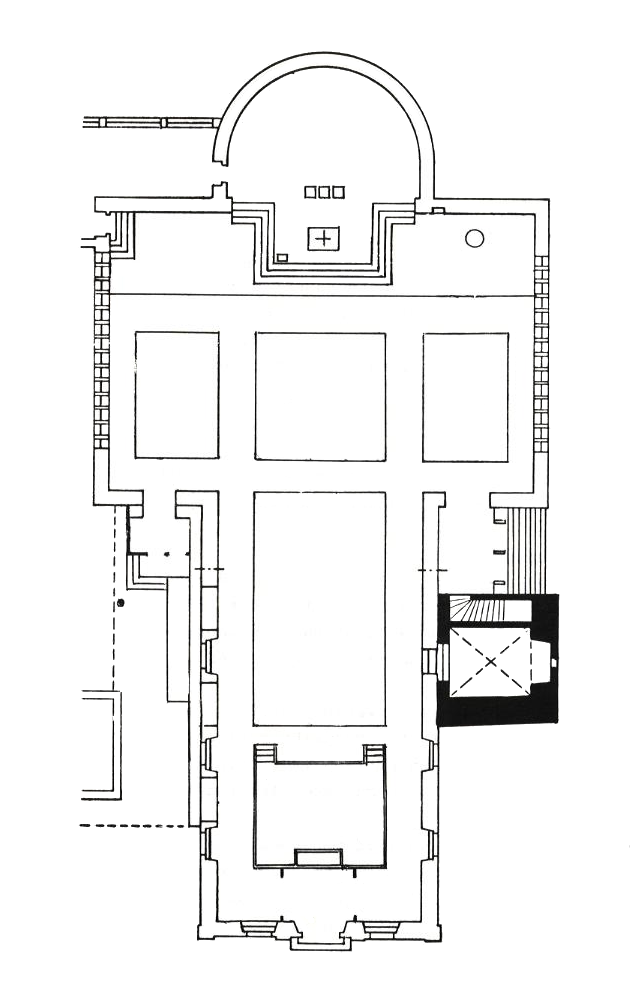
Seit 1985

## Beschreibung

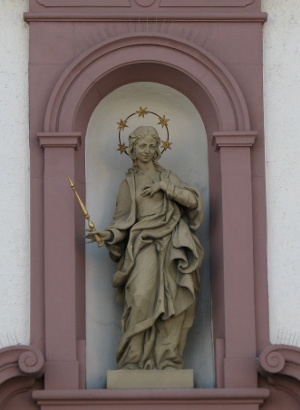
Figurennische

Die Kirche steht im Zentrum Feudenheims an der Hauptstraße. Der gotische Westturm, der von einem kupfernen, achtseitigen Zeltdach bedeckt ist, erhebt sich über einem quadratischen Grundriss. Ein Gurtgesims gliedert den Turm in zwei Teile. Im Erdgeschoss hat sich das Kreuzrippengewölbe erhalten. Die Front des barocken Langhauses ist mittels Risaliten dreiachsig gegliedert. Die Figurennische über dem von einem Korbbogen überdeckten Portal stammt von der Renovierung um 1900. Das 1956 angebaute Querschiff hat gerasterte Fenster und eine eingezogene Apsis. Die Fensterwände thematisieren „Saat und Ernte“, „Petrus und Paulus“, „Jesus rettet Petrus“, „Bekehrung des Saulus“ und stammen von Emil Wachter.
An der Südseite des Querschiffes wurde links der Apsis eine von der Decke bis zum Boden reichende zweibahnige, drei Meter breite und zehn Meter hohe Seidenmalerei von Margot Raumer aufgehängt und eine Johann Michael Düchert zugeschriebene Marienstatue von 1788 aufgestellt. Im Februar 2012 geriet die Seidenmalerei in Brand und wurde dabei völlig zerstört. Das Feuer zog auch die Madonnenstatue in Mitleidenschaft und machte eine Grundreinigung sowie eine Renovierung der Kirche nötig.
Rechts der Apsis steht der barocke Taufstein aus rotem Sandstein von ca. 1790, dahinter – in Überkopfhöhe an der Wand – die aus Holz geschnitzten etwa 1,30 Meter hohen Figuren Petrus und Paulus von 1901. Ambo und Mensa schuf Frido Lehr. Der Altar und die Orgel wurden 1985 geweiht. 

## Orgel
Nach der Umgestaltung 1982/83 wurde eine neue Orgel mit 1867 Pfeifen auf einem Podest direkt am Eingangsportal aufgestellt. Sie hat 28 Register, verteilt auf das Pedal und zwei Manuale und wurde 1985 von Orgelbau Vier erbaut.

## Glocken
Das Geläut besteht aus fünf Kirchenglocken. Nach der „Metallspende“ im Zweiten Weltkrieg wurde es 1953 von Friedrich Wilhelm Schilling in Heidelberg aus Bronze neu gegossen.
| Glocke | Durchmesser | Gewicht | Schlagton |
| ------ | ----------- | ------- | --------- |
| 1      | 1290 mm     | 1484 kg | es′+5     |
| 2      | 1144 mm     | 1028 kg | f′+5      |
| 3      | 1008 mm     | 0693 kg | g′+6      |
| 4      | 0890 mm     | 0490 kg | b′+7      |
| 5      | 0785 mm     | 0330 kg | c″+7      |

Nachdem die ehemalige Filialgemeinde Christ-König ein neues Geläut erhalten hatte, wurde 2006 eine der ausrangierten Glocken am Haupteingang von St. Peter und Paul aufgestellt.